# Фунафути
Фунафути (енгл. Funafuti) је атол, који је истовремено и главни град пацифичке острвске државе Тувалу. Број становника је око 6,320 (податак из 2017), и тако има више људи него остатак Тувалуа заједно, са приближно 60% становништва. Половина становништва Тувалуа живи на атолу Фунафути. Површина му је 2,8 km². Највеће острво атола је Фонгафале на истоку. 
Састоји се од уског појаса земље широког између 20—400 m (66—1.312 ft), који окружује велику лагуну (Те Намо) дугу 18 km (11 miles) и широку 14 km (9 miles). Просечна дубина лагуне Фунафути је око 20 fathoms (37 m). Са површином од 275 square kilometres (106,2 sq mi), то је далеко највећа лагуна у Тувалуу. Површина 33 острва око атола Фунафути износи 2,4 square kilometres (0,9 sq mi); заједно, они чине мање од једног процента укупне површине атола. Теретни бродови могу ући у Фунафутијеву лагуну и пристати у лучким објектима на Фонгафалеу.
За главни град Тувалуа се понекад каже да је Фонгафал или Вајаку, али, званично, цео атол Фунафути је његов главни град, пошто има једну владу која је одговорна за цео атол.

## Географија

### Клима
Фунафути има климу тропских прашума (како је дефинисано Кепеновим системом класификације климе). Због честих циклона, не сматра се да има екваторијалну климу. У граду нема сушне сезоне: током целе године падају велике количине падавина. Фунафути има у просеку око 3.500 mm (140 in) падавина годишње, и ниједан месец у коме падне мање од 200 mm (7,9 in) кише. Као што је уобичајено у многим областима са климом тропских прашума, температура се мало разликује током године: просечне дневне температуре се крећу око 28 °C (82 °F) током целе године.
| Клима Фунафутија 1981–2000 за средњу температуру; 1936–2000 за екстремне температуре; 1951–1990 за просечне падавине; 1947–1990 за просечне дане падавина; 1961–1990 за просечну релативну влажност ваздуха; 1978–1990 за средње дневне сунчане сате | Клима Фунафутија 1981–2000 за средњу температуру; 1936–2000 за екстремне температуре; 1951–1990 за просечне падавине; 1947–1990 за просечне дане падавина; 1961–1990 за просечну релативну влажност ваздуха; 1978–1990 за средње дневне сунчане сате | Клима Фунафутија 1981–2000 за средњу температуру; 1936–2000 за екстремне температуре; 1951–1990 за просечне падавине; 1947–1990 за просечне дане падавина; 1961–1990 за просечну релативну влажност ваздуха; 1978–1990 за средње дневне сунчане сате | Клима Фунафутија 1981–2000 за средњу температуру; 1936–2000 за екстремне температуре; 1951–1990 за просечне падавине; 1947–1990 за просечне дане падавина; 1961–1990 за просечну релативну влажност ваздуха; 1978–1990 за средње дневне сунчане сате | Клима Фунафутија 1981–2000 за средњу температуру; 1936–2000 за екстремне температуре; 1951–1990 за просечне падавине; 1947–1990 за просечне дане падавина; 1961–1990 за просечну релативну влажност ваздуха; 1978–1990 за средње дневне сунчане сате | Клима Фунафутија 1981–2000 за средњу температуру; 1936–2000 за екстремне температуре; 1951–1990 за просечне падавине; 1947–1990 за просечне дане падавина; 1961–1990 за просечну релативну влажност ваздуха; 1978–1990 за средње дневне сунчане сате | Клима Фунафутија 1981–2000 за средњу температуру; 1936–2000 за екстремне температуре; 1951–1990 за просечне падавине; 1947–1990 за просечне дане падавина; 1961–1990 за просечну релативну влажност ваздуха; 1978–1990 за средње дневне сунчане сате | Клима Фунафутија 1981–2000 за средњу температуру; 1936–2000 за екстремне температуре; 1951–1990 за просечне падавине; 1947–1990 за просечне дане падавина; 1961–1990 за просечну релативну влажност ваздуха; 1978–1990 за средње дневне сунчане сате | Клима Фунафутија 1981–2000 за средњу температуру; 1936–2000 за екстремне температуре; 1951–1990 за просечне падавине; 1947–1990 за просечне дане падавина; 1961–1990 за просечну релативну влажност ваздуха; 1978–1990 за средње дневне сунчане сате | Клима Фунафутија 1981–2000 за средњу температуру; 1936–2000 за екстремне температуре; 1951–1990 за просечне падавине; 1947–1990 за просечне дане падавина; 1961–1990 за просечну релативну влажност ваздуха; 1978–1990 за средње дневне сунчане сате | Клима Фунафутија 1981–2000 за средњу температуру; 1936–2000 за екстремне температуре; 1951–1990 за просечне падавине; 1947–1990 за просечне дане падавина; 1961–1990 за просечну релативну влажност ваздуха; 1978–1990 за средње дневне сунчане сате | Клима Фунафутија 1981–2000 за средњу температуру; 1936–2000 за екстремне температуре; 1951–1990 за просечне падавине; 1947–1990 за просечне дане падавина; 1961–1990 за просечну релативну влажност ваздуха; 1978–1990 за средње дневне сунчане сате | Клима Фунафутија 1981–2000 за средњу температуру; 1936–2000 за екстремне температуре; 1951–1990 за просечне падавине; 1947–1990 за просечне дане падавина; 1961–1990 за просечну релативну влажност ваздуха; 1978–1990 за средње дневне сунчане сате | Клима Фунафутија 1981–2000 за средњу температуру; 1936–2000 за екстремне температуре; 1951–1990 за просечне падавине; 1947–1990 за просечне дане падавина; 1961–1990 за просечну релативну влажност ваздуха; 1978–1990 за средње дневне сунчане сате |
| Показатељ \ Месец | .Јан. | .Феб. | .Мар. | .Апр. | .Мај. | .Јун. | .Јул. | .Авг. | .Сеп. | .Окт. | .Нов. | .Дец. | .Год. |
| --- | --- | --- | --- | --- | --- | --- | --- | --- | --- | --- | --- | --- | --- |
| Апсолутни максимум, °C (°F) | 33,8 (92,8) | 34,4 (93,9) | 34,4 (93,9) | 33,2 (91,8) | 33,9 (93) | 33,9 (93) | 32,8 (91) | 32,9 (91,2) | 32,8 (91) | 34,4 (93,9) | 33,9 (93) | 33,9 (93) | 34,4 (93,9) |
| Максимум, °C (°F) | 30,7 (87,3) | 30,8 (87,4) | 30,6 (87,1) | 31,0 (87,8) | 30,9 (87,6) | 30,6 (87,1) | 30,4 (86,7) | 30,4 (86,7) | 30,7 (87,3) | 31,0 (87,8) | 31,2 (88,2) | 31,0 (87,8) | 30,8 (87,4) |
| Просек, °C (°F) | 28,2 (82,8) | 28,1 (82,6) | 28,1 (82,6) | 28,2 (82,8) | 28,4 (83,1) | 28,3 (82,9) | 28,1 (82,6) | 28,1 (82,6) | 28,2 (82,8) | 28,2 (82,8) | 28,4 (83,1) | 28,3 (82,9) | 28,2 (82,8) |
| Минимум, °C (°F) | 25,5 (77,9) | 25,3 (77,5) | 25,4 (77,7) | 25,7 (78,3) | 25,8 (78,4) | 25,9 (78,6) | 25,7 (78,3) | 25,8 (78,4) | 25,8 (78,4) | 25,7 (78,3) | 25,8 (78,4) | 25,7 (78,3) | 25,8 (78,4) |
| Апсолутни минимум, °C (°F) | 22,0 (71,6) | 22,2 (72) | 22,8 (73) | 23,0 (73,4) | 20,5 (68,9) | 23,0 (73,4) | 21,0 (69,8) | 16,1 (61) | 20,0 (68) | 21,0 (69,8) | 22,8 (73) | 22,8 (73) | 16,1 (61) |
| Количина падавина, mm (in) | 413,7 (16,287) | 360,6 (14,197) | 324,3 (12,768) | 255,8 (10,071) | 259,8 (10,228) | 216,6 (8,528) | 253,1 (9,965) | 275,9 (10,862) | 217,5 (8,563) | 266,5 (10,492) | 275,9 (10,862) | 393,9 (15,508) | 3.512,6 (138,291) |
| Дани са падавинама (≥ 1.0 mm) | 20 | 19 | 20 | 19 | 18 | 19 | 19 | 18 | 16 | 18 | 17 | 19 | 223 |
| Релативна влажност, % | 82 | 82 | 82 | 82 | 82 | 82 | 83 | 82 | 81 | 81 | 80 | 81 | 82 |
| Сунчани сати — месечни просек | 179,8 | 161,0 | 186,0 | 201,0 | 195,3 | 201,0 | 195,3 | 220,1 | 210,0 | 232,5 | 189,0 | 176,7 | 2.347,7 |
| Сунчани сати — дневни просек | 5,8 | 5,7 | 6,0 | 6,7 | 6,3 | 6,7 | 6,3 | 7,1 | 7,0 | 7,5 | 6,3 | 5,7 | 6,4 |
| Извор: Deutscher Wetterdienst | | | | | | | | | | | | | |

## Историја
Усмена историја Фунафутија је да је оснивачки предак дошао са Самое. Име једног од острва, Фунафала, значи 'панданус Фуне' („Фуна“ је реч која значи „поглавар“ и такође се налази у називу атола Фунафути).
Први Европљанин који је посетио Фунафути био је Арент Шујлер де Пејстер. Он је био Американац из Њујорка, и капетан наоружаног бригантинског или корсарског брода Ребека, који је пловио под британским бојама. У мају 1819, де Пејстер је прошао кроз јужне воде Тувалуа и угледао Фунафути. Назвао га је Елисово острво, по енглеском политичару Едварду Елису, који је био члан парламента Ковентрија и власник Ребекиног терета.
Године 1841, Истраживачка експедиција Сједињених Држава, коју је предводио Чарлс Вилкс, посетила је Фунафути. Сједињене Државе су полагале право на Фунафути на основу Закона о острвима Гвано из 1856. и ту тврдњу су задржале до 1983. године, када је ступио на снагу уговор о пријатељству, закључен 1979. године.
Током 1850-их, Џон (Џек) О’Брајен је постао први Европљанин који се настанио у Тувалуу. Он је постао је трговац на Фунафутију и оженио се са Салај, ћерком Фунафутијевог врховног поглавице. Алфред Рестио, родом из Енглеске, живео је и радио као трговац на Фунафутију од јула 1881. до отприлике 1888. или 1889. године.
Године 1882, чланови комисије за риболов САД посетили су Фунафути да би истражили формирање коралних гребена на пацифичким атолима, пловећи тамо на УСФЦ Албатросу. Током те посете, Хари Клифорд Фасет, капетанов службеник и фотограф, сликао је људе, заједнице и пејзаж у Фунафутију.
Томас Ендру, фотограф, посетио је Фунафути око 1885–1886.
Године 1892, капетан Дејвис из ХМС Ројалиста је дао извештај који описује трговце и трговачке активности које је посматрао на сваком од острва које је посетио. Дејвис је идентификовао Џека О’Брајена као трговца на Фунафутију, а такође је пријављено да О’Брајен живи на атолу 1896.

## Становништво
| Година       |
| Становништво |
| ------------ |

## Литератра
- Hedley, Charles (1896). „General account of the Atoll of Funafuti” (PDF). Australian Museum Memoir. 3 (2): 1—72. Архивирано из оригинала (PDF) 15. 10. 2013. г. Приступљено 04. 07. 2022.
- Kench, Thompson; Ford, Ogawa; McLean (2015). „GSA DATA REPOSITORY 2015184 (Changes in planform characteristics of 29 islands located on Funafuti's atoll rim)” (PDF). The Geological Society of America. Приступљено 22. 1. 2017.
- Lambert, Sylvester M. „Young woman, member of the O'Brien family, Funafuti, Tuvalu”. Special Collections & Archives, UC San Diego. Приступљено 18. 11. 2017.